# Ульино
У́льино — деревня в Важинском городском поселении Подпорожского района Ленинградской области.

## История
УЛЬИНО — деревня при реке Важинке, число дворов — 8, число жителей: 25 м. п., 40 ж. п.; Часовня православная. (1879 год)

Деревня административно относилась к Важинской волости 2-го стана Олонецкого уезда Олонецкой губернии.

УЛЬИНА — деревня Согинского сельского общества при реке Важинке, население крестьянское: домов — 11, семей — 11, мужчин — 34, женщин — 32, всего — 66; лошадей — 9, коров — 20, прочего — 23. (1905 год)

С 1917 по 1920 год деревня входила в состав Важинской волости Олонецкого уезда Олонецкой губернии.
С 1920 года в составе Важинского сельсовета.
С 1922 года в составе Подпорожской волости Ленинградской губернии.
С 1927 года в составе Подпорожского района.

Деревня Ульино на карте 1932 года

Согласно карте Ленинградской области Северо-западного аэрогеодезического треста ГГУ издания 1932 года деревня насчитывала 11 крестьянских дворов. В деревне находилась часовня.
По данным 1933 года деревня Ульино входила в состав Важинского сельсовета.

Деревня Ульино на карте РККА 1940 года

С 1 сентября 1941 года по 31 мая 1944 года деревня находилась в финской оккупации.
В 1957 году население деревни составляло 102 человека.
С 1963 года в составе Лодейнопольского района.
С 1965 года вновь в составе Подпорожского района. В 1965 году население деревни составляло 66 человек.
По данным 1966 года деревня Ульино также входила в состав Важинского сельсовета.
По данным 1973 и 1990 годов деревня Ульино входила в состав Курповского сельсовета.
В 1997 году в деревне Ульино Курповской волости проживали 8 человек, в 2002 году — 25 человек (русские — 92 %).
В 2007 году в деревне Ульино Важинского ГП проживали 12 человек.

## География
Деревня расположена в северо-западной части района на автодороге 41К-149 (Подпорожье — Курпово).
Расстояние до административного центра поселения — 3,5 км.
Расстояние до ближайшей железнодорожной станции Свирь — 10 км.
Деревня находится на правом берегу реки Важинки.

## Демография
| 2007 | 2010 | 2017 |
| ---- | ---- | ---- |
| 12   | ↗28  | ↘16  |

### Национальный состав
Согласно данным Всероссийской переписи населения 2021 года в деревне проживали 35 человек, из них:
 русские — 31, белорусы — 1, молдаване — 1, таджики — 1, другие национальности — 1 человек.

## Улицы
Лиственичная, Переливчатая, Тенистая.